# Milam Building
El Milam Building es un edificio situado en el downtown de la ciudad de San Antonio, en el estado de Texas (Estados Unidos). Con 90 metros de altura y 21 pisos fue la estructura de ladrillo y concreto armado más alto del país cuando se inauguró en 1928, así como la primera oficina de gran altura con aire acondicionado. Fue diseñado por George Willis, diseñado por M.L. Diver, y construido por L.T. Wright y compañía. Debe su nombre a Benjamin Milam, conocido por su liderazgo durante la Revolución de Texas. De acuerdo con ese motivo, la única bandera que ondea sobre la torre es la Bandera de Texas.

## Historia
El Milam ha pasado por muchos eventos, incluidos incendios, ejecuciones hipotecarias y cambios de propiedad. Era propiedad de Principal Mutual Life Insurance Co. de la ciudad de Des Moines, Iowa, mientras que el bufete de abogados Maloney & Maloney ocupaba los tres pisos superiores. La década de 1950 tuvo un arrendamiento de Mobil, Shell, la Comisión de Ferrocarriles de Texas, y Exxon utilizó el edificio para su sede en Texas, antes de mudarse a Houston. La década de 1960 vio un arrendamiento por parte de la firma de ropa para hombres Hutchins Brothers en el Argyle Room especialmente diseñado como una tienda minorista permanente dentro del edificio.
George Willis fue el arquitecto del edificio. El Milam fue incluido en el Registro Nacional de Lugares Históricos en 2014. Fue el primer edificio de oficinas de gran altura en el mundo que estaba completamente climatizado y el primer edificio de gran altura que se construyó sin vigas de acero, solo hormigón armado

## Diseño
Tiene 210.851 pies cuadrados dentro de la estructura de la torre y fue el primer edificio de oficinas en los Estados Unidos con aire acondicionado incorporado cuando se construyó El contratista general fue L.T. Wright and Company y el arquitecto fue George Willis, alumno de Frank Lloyd Wright. El ingeniero de construcción fue M.L. Diver. El edificio lleva el nombre del coronel Ben Milam, líder de la revolución de Texas.
La publicidad de la Compañía Milam proclamó el aire acondicionado como la característica principal del edificio, nombrándolo "Clima fabricado" de Carrier. Las puertas y ventanas podrían cerrarse durante todo el año, haciendo que el interior sea ambientalmente más limpio y silencioso. El aire acondicionado cubría los 21 pisos del edificio, incluido el sótano. El edificio comparte un carácter arquitectónico con el Verizon Building de Nueva York. La ornamentación exterior se mantiene al mínimo, excepto en la parte superior.

## Sistema de aire acondicionado
Carrier Engineering Corporation instaló un sistema de aire acondicionado que prometía una temperatura constante de 24 °C con una humedad relativa del 56 por ciento. Algunos edificios más pequeños de un solo piso, como tiendas, auditorios y teatros, habían tenido aire acondicionado anteriormente, pero un edificio de oficinas de varios pisos requería una tecnología única en la construcción original para permitir el manejo controlado del aire a través de un sistema de distribución de conductos. en todo el edificio. El sistema de aire acondicionado y enfriamiento del edificio Milam consistió en 11 unidades de equipos de aire acondicionado, incluidos ventiladores, deshumidificadores y calentadores. Había dos unidades de refrigeración con una capacidad máxima de 375 toneladas para enfriar agua, además de tanques de almacenamiento de agua, bombas y tuberías. Las líneas de distribución consistieron en conductos de distribución de aire con rejillas y compuertas. Había sistemas de energía manuales y automáticos que controlaban el flujo de aire. Una unidad de aire acondicionado servía en dos pisos, con algunas excepciones. La mayor parte del equipo se encontraba en el sótano del edificio.
Este primer sistema de aire acondicionado se modeló a partir de un compresor alemán de pozo de mina. Se depositaron grandes trozos de hielo en el sótano para ayudar a la unidad de enfriamiento. El enfriador de 10 m de largo permaneció en servicio hasta octubre de 1989. Carrier pregonó que sus 60 años de servicio demostraron un buen diseño que conduce a la longevidad. Al diseñar y ejecutar esta instalación, y crear un clima artificial, hubo que abordar al menos nueve nuevos problemas de construcción mecánica que no se habían encontrado anteriormente en rascacielos.
La Sociedad Estadounidense de Ingenieros Mecánicos reconoció que el "clima fabricado" de Carrier tenía muchos beneficios. Las oficinas refrigeradas ayudaron en la retención de inquilinos. El entorno de la oficina se volvió más eficiente y hospitalario debido a la eliminación o reducción de elementos no deseados. Los propietarios de los edificios también descubrieron que podían cobrar entre un 10 y un 15 por ciento más de alquiler por oficinas con aire acondicionado. En resumen, el acuerdo entre Travis Investment Company y Carrier Engineering dio como resultado el primer edificio de oficinas de gran altura con aire acondicionado en los Estados Unidos.

### Citas
1. ↑  «Milam Building, ca. 1930» (Photograph). Pinterest. Consultado el 12 de diciembre de 2015. With Texas State Flag flying atop the tower.
2. ↑  «Hutchins' Wonderland Store Opens». Express and News (San Antonio, Texas). 12 de noviembre de 1961.
3. ↑  «Tower of Americas Sparkles San Antonio Downtown Scene». The Amarillo Globe-Times (Amarillo, Texas). 24 de noviembre de 1969.
4. ↑  «14-3501 Type: Public Hearing On agenda: 1/7/2015 Address/Description: 115 E TRAVIS ST Landmark Name: Milam Building Applicant: Texas Historical Commission Request: Review of National Register Nomination Attachments: 1. Case_13_115 E Travis». City of San Antonio, Historic and Design Review Commission. Consultado el 11 de diciembre de 2015. Includes 52 pages of exhibits in Adobe Acroat (PDf) format.
5. ↑  «Tower Is Symbol For San Antonio». Corsicana Daily Sun (Corsicana, Texas). 12 de noviembre de 1969.
6. ↑  Kane, 1997, p. 93.
7. ↑  Henry, 1993.
8. ↑  «Milam High-rise Air Conditioned Building». The American Society of Mechanical Engineers. Consultado el 10 de diciembre de 2015. «The Milam Building was the first high-rise air-conditioned office building in the United States.»
9. ↑  Baugh, Josh (5 de mayo de 2012). «Cityscape: Milam Building». San Antonio Express (My San Antonio). Consultado el 10 de diciembre de 2015.
10. ↑  «World's Outstanding Air Conditioner Installations are by Carrier Corp». Lake Charles American-Press (Lake Charles, Louisiana). 23 de mayo de 1961  – via Newspapers.com.
11. ↑  «Milam Building, San Antonio Texas». waymarking.com. Consultado el 11 de diciembre de 2015.
12. 1 2 3  «The Milam Building, A National Mechanical Engineering Heritage Site Designation Ceremony». San Antonio, Texas: American Society of Mechanical Engineers. 23 de agosto de 1991. Consultado el 10 de diciembre de 2015. «When it opened in January 1928, San Antonio's 21-story Milam Building, originally owned by the Travis Investment Company, was the nation's tallest brick and reinforced-concrete structure — taller than comparable concrete-framed buildings in New York and Chicago — and the first high-rise air-conditioned office building in the country.»